# 2. Liga (piłka nożna w Austrii)
2. Liga – drugi profesjonalny poziom w austriackiej piłce nożnej. Składa się z 10 zespołów i prowadzona jest w taki sam sposób jak Bundesliga. Mistrz ligi jest promowany do Bundesligi, a ostatni zespół spada do ligi regionalnej.
Klub, który zostaje relegowany z I ligi dołącza do jednej z regionalnych lig na wschodzie, w centrum lub na zachodzie kraju. Trzech regionalnych mistrzów gra w barażach wraz z 9. zespołem z 2. Liga o dwa wolne miejsca w rozgrywkach (jedno jest natychmiastowo zwalniane przez ostatni klub rozgrywek). Udział w rozgrywkach pierwszej ligi jest uzależniony od udzielenia licencji przez władze ligi. Jeśli licencja zostanie odrzucona z przyczyn ekonomicznych w rozgrywkach może pozostać drużyna, która teoretycznie zajęła miejsce spadkowe.

## Nazewnictwo lig II poziomu
Do 1924 II poziom był amatorski, a potem wprowadzono zawodową II. Ligę.
- 1911/12 – 1921/22: Niederösterreich 2. Klasse A
- 1922/23: Niederösterreich 2. Klasse (Nord – Süd)
- 1923/24: Wiener 2. Klasse (Nord – Süd)
- 1924/25 – 1930/31: Wiener II. Liga
- 1931/32: Wiener II. Liga Ost
- 1932/33 – 1933/34: Wiener II. Liga
- 1934/35 – 1935/36: Wiener II. Liga (Nord – Süd)
- 1936/37: Wiener II. Liga (Nord – Süd) ; Steiermark 1. Liga
- 1937/38: Wiener Liga – Niederdonau – Oberdonau – Steiermark 1. Liga
- 1938/39: Bezirksklasse (Wien A – Wien B – West – Ost – Süd)
- 1939/40: 1. Klasse Wien (Gruppe A – Gruppe B)
- 1940/41: 1Kl. Wien (GrA – GrB – Oberdonauer); 1Kl. – Salzburger; 1Kl. – Kärnten – Niederdonau – Gauliga St.
- 1941/42: 1. Klasse Wien (Gruppe A – Gruppe B) – Niederdonau
- 1942/43: 1Kl. Wien (GrA – GrB) – Oberdonauer; 1Kl. – Salzburger; 1Kl. – Kärnten – Niederdonau – Gauliga St.
- 1943/44: 1. Klasse Wien (Gruppe A – Gruppe B)
- 1944/45: 1Kl. Wien (GrA – GrB) – Oberdonauer; 1Kl. – Gauklasse (Nord e Süd) – Gauliga St. (przerwane)
- 1945/46: Wiener 2. Klasse A – Wiener 2. Klasse B
- 1946/47 – 1947/48: Wiener Liga
- 1948/49: Wiener Liga – Oberösterreich 1.Kl. – Landesliga Steiermark – Landesliga Niederösterreich
- 1949/50: Wiener Liga – Oberösterreich 1.Kl. – Tauernliga (Salzburg, Kärnten) – Tiroler Liga – Vorarlberger Liga – Landesliga Steiermark – Landesliga Niederösterreich – 1.Kl. Burgenland
- 1950/51: Staatsliga B
- 1951/52 – 1954/55: Staatsliga B – Tauernliga – Arlbergliga
- 1955/56 – 1958/59 – Staatsliga B – Tauernliga Nord – Tauernliga Süd – Arlbergliga
- 1959/60: Regionalliga Ost – Regionalliga Mitte – Tauernliga – Arlbergliga
- 1960/61 – 1973/74: Regionalliga Ost – Regionalliga Mitte – Regionalliga West
- 1974/75: Nationalliga
- 1975/76 – 1992/93: 2. Division
- 1993/94 – 1997/98: 2. Bundesliga
- 1998/99 – 2002/03: 1. Division
- 2003/04 – 2017/18: 1. Liga
- 2018/19 –...: 2. Liga

## Ostatni zwycięzcy
- 1974/1975: Grazer AK
- 1975/1976: First Vienna FC 1894
- 1976/1977: Wiener SC
- 1977/1978: Austria Salzburg
- 1978/1979: LASK Linz
- 1979/1980: SC Eisenstadt
- 1980/1981: Wacker Innsbruck
- 1981/1982: Austria Klagenfurt
- 1982/1983: SV Sankt Veit
- 1983/1984: SV Spittal/Drau
- 1984/1985: Salzburger AK 1914
- 1985/1986: Wiener SC
- 1986/1987: Austria Salzburg
- 1987/1988: Kremser SC
- 1988/1989: Kremser SC
- 1989/1990: SV Spittal/Drau
- 1990/1991: VfB Mödling
- 1991/1992: LASK Linz
- 1992/1993: Grazer AK
- 1993/1994: LASK Linz
- 1994/1995: Grazer AK
- 1995/1996: FC Linz
- 1996/1997: Austria Lustenau
- 1997/1998: Vorwärts Steyr
- 1998/1999: Schwarz-Weiß Bregenz
- 1999/2000: Admira Wacker Mödling
- 2000/2001: FC Kärnten
- 2001/2002: SV Pasching
- 2002/2003: SV Mattersburg
- 2003/2004: Wacker Innsbruck
- 2004/2005: SV Ried
- 2005/2006: SC Rheindorf Altach
- 2006/2007: LASK Linz
- 2007/2008: Kapfenberger SV
- 2008/2009: SC Wiener Neustadt
- 2009/2010: Wacker Innsbruck
- 2010/2011: Admira Wacker
- 2011/2012: Wolfsberger AC
- 2012/2013: SV Grödig
- 2013/2014: SC Rheindorf Altach
- 2014/2015: SV Mattersburg
- 2015/2016: SKN Sankt Pölten
- 2016/2017: LASK Linz
- 2017/2018: Wacker Innsbruck
- 2018/2019: WSG Wattens
- 2019/2020: SV Ried
- 2020/2021: FC Blau-Weiß Linz
- 2021/2022: Austria Lustenau
- 2022/2023: FC Blau-Weiß Linz
- 2023/2024:

## Zespoły i stadiony w sezonie 2018/19
Dziesięć zespołów rywalizujących w sezonie 2018/2019 w 2. Liga:
- FC Blau-Weiß Linz
- WSG Wattens
- SV Ried
- FC Liefering
- SC Austria Lustenau
- Kapfenberger SV
- SC Wiener Neustadt
- FC Wacker Innsbruck II
- FK Austria Wien II
- SKU Amstetten
- SV Lafnitz
- Floridsdorfer AC
- FC Juniors OÖ
- SK Austria Klagenfurt
- SK Vorwärts Steyr
- SV Horn